# Campionati europei di atletica leggera 2022 - 3000 metri siepi maschili
La specialità dei 3000 metri siepi maschili ai campionati europei di atletica leggera 2022 si è svolta tra il 16 e il 19 agosto all'Olympiastadion di Monaco di Baviera, in Germania.

## Podio
| Pos.    | Atleta           | Nazionalità | Tempo   | Note |
| ------- | ---------------- | ----------- | ------- | ---- |
| Oro     | Topi Raitanen    | Finlandia   | 8'21"80 |      |
| Argento | Ahmed Abdelwahed | Italia      | 8'22"35 | SQ   |
| Argento | Osama Zoghlami   | Italia      | 8'23"44 |      |
| Bronzo  | Daniel Arce      | Spagna      | 8'25"00 |      |

## Situazione pre-gara

### Record
Prima di questa competizione, il record del mondo (RM), il record europeo (EU) ed il record dei campionati (RC) erano i seguenti:
| Record                | Prestazione | Atleta                              | Data                               | Competizione |
| --------------------- | ----------- | ----------------------------------- | ---------------------------------- | ------------ |
| Record mondiale       | 7'53"63     | Saif Saaeed Shaheen Qatar           | 3 settembre 2004 Bruxelles, Belgio |              |
| Record europeo        | 8'00"09     | Mahiedine Mekhissi-Benabbad Francia | 6 luglio 2013 Parigi, Francia      |              |
| Record dei campionati | 8'07"87     | Mahiedine Mekhissi-Benabbad Francia | 1 agosto 2010 Barcellona, Spagna   | Europei 2010 |

### Campione in carica
Il campione europeo in carica era:
| Campione | Atleta                              | Prestazione | Data                            | Competizione |
| -------- | ----------------------------------- | ----------- | ------------------------------- | ------------ |
| Europeo  | Mahiedine Mekhissi-Benabbad Francia | 8'31"66     | 9 agosto 2018 Berlino, Germania | Europei 2018 |

### La stagione
Prima di questa gara, gli atleti europei con le migliori tre prestazioni dell'anno erano:
| Pos. | Atleta                  | Prestazione | Data                       |
| ---- | ----------------------- | ----------- | -------------------------- |
| 1    | Ahmed Abdelwahed Italia | 8'10"29     | 9 giugno 2022 Roma, Italia |
| 2    | Osama Zoghlami Italia   | 8'11"00     | 9 giugno 2022 Roma, Italia |
| 3    | Daniel Arce Spagna      | 8'14"31     | 9 giugno 2022 Roma, Italia |

## Risultati
I primi 5 di ogni batteria (Q) e i 5 tempi migliori tra gli esclusi (q) si qualificano alla finale.

### Batterie
| Pos. | Batteria | Nome                    | Nazionalità   | Tempo   | Note |
| ---- | -------- | ----------------------- | ------------- | ------- | ---- |
| 1    | 1        | Osama Zoghlami          | Italia        | 8'30"67 | Q    |
| 2    | 2        | Ahmed Abdelwahed        | Italia        | 8'30"92 | Q    |
| 3    | 2        | Jacob Boutera           | Norvegia      | 8'31"03 | Q    |
| 4    | 1        | Karl Bebendorf          | Germania      | 8'31"67 | Q    |
| 5    | 2        | Phil Norman             | Gran Bretagna | 8'32"00 | Q    |
| 6    | 1        | Tom Erling Kårbø        | Norvegia      | 8'32"22 | Q    |
| 7    | 1        | Louis Gilavert          | Francia       | 8'32"26 | Q    |
| 8    | 2        | Daniel Arce             | Spagna        | 8'32"27 | Q    |
| 9    | 1        | Víctor Ruiz             | Spagna        | 8'32"48 | Q    |
| 10   | 1        | Ala Zoghlami            | Italia        | 8'32"82 | q    |
| 11   | 2        | Topi Raitanen           | Finlandia     | 8'33"51 | Q    |
| 12   | 2        | Niklas Buchholz         | Germania      | 8'33"89 | q    |
| 13   | 1        | Sebastián Martos        | Spagna        | 8'34"19 | q    |
| 14   | 1        | Emil Blomberg           | Svezia        | 8'35"22 | q    |
| 15   | 2        | Djilali Bedrani         | Francia       | 8'35"57 | q    |
| 16   | 2        | Etson Barros            | Portogallo    | 8'38"04 |      |
| 17   | 2        | Tim Van de Velde        | Belgio        | 8'38"23 |      |
| 18   | 1        | Vidar Johansson         | Svezia        | 8'38"42 |      |
| 19   | 1        | Jamaine Coleman         | Gran Bretagna | 8'39"22 |      |
| 20   | 1        | István Palkovits        | Ungheria      | 8'40"47 |      |
| 21   | 1        | Damián Vích             | Rep. Ceca     | 8'41"43 |      |
| 22   | 2        | Mehdi Belhadj           | Francia       | 8'42"38 |      |
| 23   | 1        | Hillary Yego            | Turchia       | 8'43"76 |      |
| 24   | 2        | Zak Seddon              | Gran Bretagna | 8'46"74 |      |
| 25   | 2        | Simon Sundström         | Svezia        | 8'50"30 |      |
| 26   | 1        | Michael Curti           | Svizzera      | 8'56"46 |      |
| 27   | 1        | Simão Bastos            | Portogallo    | 8'57"27 |      |
| 28   | 2        | Frederik Ruppert        | Germania      | 9'01"93 |      |
| 29   | 2        | Jakob Dybdal Abrahamsen | Danimarca     | 9'05"26 |      |
| 30   | 2        | Fredrik Sandvik         | Norvegia      | 9'05"47 |      |
| 31   | 2        | Rémi Schyns             | Belgio        | 9'21"85 |      |
| 32   | 1        | Nahuel Carabaña         | Andorra       | 9'37"74 |      |
|      | 1        | Axel Vang Christensen   | Danimarca     | dnf     |      |
|      | 2        | Miguel Borges           | Portogallo    | dnf     |      |

### Finale
| Pos.    | Nome             | Nazionalità   | Tempo   | Note |
| ------- | ---------------- | ------------- | ------- | ---- |
| Oro     | Topi Raitanen    | Finlandia     | 8'21"80 |      |
| Argento | Ahmed Abdelwahed | Italia        | 8'22"35 |      |
| Bronzo  | Osama Zoghlami   | Italia        | 8'23"44 |      |
| 4       | Daniel Arce      | Spagna        | 8'25"00 |      |
| 5       | Karl Bebendorf   | Germania      | 8'26"49 |      |
| 6       | Sebastián Martos | Spagna        | 8'26"68 |      |
| 7       | Ala Zoghlami     | Italia        | 8'27"82 |      |
| 8       | Djilali Bedrani  | Francia       | 8'28"52 |      |
| 9       | Phil Norman      | Gran Bretagna | 8'33"05 |      |
| 10      | Emil Blomberg    | Svezia        | 8'33"09 |      |
| 11      | Jacob Boutera    | Norvegia      | 8'33"38 |      |
| 12      | Tom Erling Kårbø | Norvegia      | 8'33"57 |      |
| 13      | Víctor Ruiz      | Spagna        | 8'37"24 |      |
| 14      | Niklas Buchholz  | Germania      | 8'37"51 |      |
| 15      | Louis Gilavert   | Francia       | 8'39"62 |      |